# Имамович, Эрмин
Эрмин Имамович (босн. Ermin Imamović; 30 апреля 1995, Москва, Россия) — боснийский и российский футболист, защитник клуба «Абдыш-Ата».

## Биография
Родился 30 апреля 1995 года в Москве. Отец босниец, мать русская.
Воспитанник московского «Локомотива». Начал профессиональную карьеру в клубе «Олимпик» из Сараево. Дебютный матч в чемпионате Боснии и Герцеговины провёл 1 марта 2015 года против «Железничара» (0:3). В 2016 году был отдан в аренду в сплитский «Хайдук».
Позднее играл за «Вележ», «Витез», ТОШК и «Вис Симм-Бау». С 2022 по 2024 год выступал в Черногории, защищая цвета «Бокеля» и «Езеро». В 2024 году являлся игроком «Феризая» из чемпионата Косово.
С января 2025 года — игрок «Абдыш-Аты».

## Достижения
- Обладатель Кубка Боснии и Герцеговины: 2014/15